# قرار مجلس الأمن التابع للأمم المتحدة رقم 2064
قرار مجلس الأمن التابع للأمم المتحدة رقم 2064، المتخذ بالإجماع في 30 أغسطس 2012.

## روابط خارجية
- نص القرار في undocs.org